# Robert Huth
Robert Huth (Berlim, 18 de agosto de 1984) é um ex-futebolista alemão que atuava como zagueiro. Esteve no elenco da seleção alemã na Copa do Mundo de 2006.
É o jogador alemão que mais jogou a Premier League até 15 de Maio de 2016 (269 vezes)

## Carreira em clubes

### Chelsea
Juntou-se ao Chelsea em 2001 após ter sido jogador do Union Berlin e antes disso, pelo time local de sua cidade, o VfB Fortuna Biesdorf. Estreou pelo time inglês com 17 anos no último jogo da temporada 2001/02, substituindo  Jesper Grønkjær na derrota em casa por 3-1 contra o Aston Villa. Em agosto de 2003, o Reading tentou contratá-lo por empréstimo, só que sua proposta foi recusada. Jogou 20 vezes na temporada e afirmou estar feliz no Chelsea. Na temporada 2004/05, lesões o restringiram a apenas 15 participações.
Quando a temporada 2005/06 começou, teve sua titularidade disputada por John Terry, William Gallas e Ricardo Carvalho. Eles eram os preferidos de José Mourinho que sucedeu Ranieri no verão de 2004. O português inclusive recusou uma oferta do Bayern de Munique no verão de 2005.
Marcou 2 gols: um contra o MŠK Žilina na pré-fase de grupos da Champions League e também contra o Birmingham City na FA Cup. No fim da temporada afirmou estar insatisfeito no clube pela falta de chances e recebeu propostas do Middlesbrough, Everton e Wigan.
Após a Copa do Mundo de 2006, assinou um contrato de 5 anos com o Boro.

### Middlesbrough
Em 13 de Julho de 2006, ao ser transferido para o Boro, Huth falhou nos exames médicos mas continuou a ser monitorado pelo clube até que em 31 de Agosto conseguiu enfim concretizar a sua chegada ao clube. Seu começo foi difícil, logo de cara perderam a partida na Copa da Liga por 1-0 para o Notts County. O treinador Gareth Southgate alegou que o alemão estava com problemas físicos e decidiu colocá-lo para jogar com os reservas. Em meados de Outubro recuperou a forma e jogou na vitória por 2-1 contra o Everton. Marcou seu 1º gol pelos Boro na derrota por 2-1 para o Tottenham em 5 de Dezembro de 2006. Dali pra frente foi acometido por lesões, até voltou contra o Aston Villa (derrota por 3-1), porém se lesionou novamente.
Passou por cirurgia para resolver seu problema no tornozelo e retornou a treinar em Novembro de 2007, jogando contra o Reading em 1º de Dezembro. Chegou a formar a dupla de zaga com David Wheater e em 3 de Fevereiro marcou o gol de empate contra o Newcastle. Todavia voltou a sofrer com lesões.
Chegou a se recuperar e a jogar bem no início da temporada 2008/09, só que de novo lesionou seu tornozelo. Chegou a se recuperar em Dezembro e em Fevereiro o time batalhava pra escapar do rebaixamento. Apesar dos esforços, acabou rebaixado com a derrota por 2-1 ao West Ham.
Jogou por 5 partidas no início da temporada 2009/10 e retornou à Premier League com o Stoke City

### Stoke City
Assinou um contrato de 5 anos com time por 5 milhões de libras, estreando na vitória por 1-0 contra Sunderland em 29 de agosto de 2009, substituindo aquele que marcou o gol, Dave Kitson. Marcou seu 1º gol no Stoke, contra o Everton em 4 de Outubro. No dia 17 de outubro soqueou Matthew Upson na partida contra os Hammers, sem receber cartão vermelho pela agressão. Foi julgado pela FA após o incidente e foi suspenso por 3 jogos assim que assumira sua culpa. Marcou o gol de empate contra o Liverpool em 16 de Janeiro de 2010 e também o terceiro gol na vitória por 2-1 contra o Portsmouth. Ganhou a braçadeira de capitão ao jogar nas quartas-de-final da FA Cup contra o Chelsea, o que para ele foi um motivo de orgulho.
Na temporada 2010/11, Huth marcou o gol da vitória contra os Villains no 93º minuto. Depois, contra o Birmingham City, Wigan, Blackburn Rovers, Wolverhampton Wanderers e duas vezes contra o Sunderland. Ajudou o time a chegar às semifinais da FA Cup ao marcar contra o West Ham. Marcou na vitória contra o Bolton por 5-0 nas semifinais da FA Cup e se tornou o primeiro zagueiro do Stoke a marcar 9 gols em uma temporada. Jogou na final em que perderam por 1-0 para o Manchester City. Foi escolhido o jogador da temporada pelo Stoke City.
No verão de 2011, o treinador Tony_Pulis assinou com os zagueiros Jonathan Woodgate e Matthew Upson, forçando o alemão a jogar na lateral-direita. Depois das performances ruins do time, ele voltou à sua posição de origem, fazendo par de zaga com Ryan Shawcross e marcou seu 1º gol na temporada contra o Everton. Huth foi expulso por derrubar David Meyler e o Sunderland aproveitou a vantagem numérica para marcar o gol da vitória com James McClean. O alemão marcou ainda mais duas vezes: contra os Wolves e o Aston Villa. Seu desempenho agradou e foi feito um novo contrato de 3 anos em junho de 2012.
Sentiu-se mal no início da temporada 2012/13 pois contraíra meningite (fato devido à pré-temporada feita nos Estados Unidos). Recuperou-se para o jogo de estreia contra o Reading. Marcou o gol da vitória contra o Reading, já no returno, em 9 de Fevereiro de 2013. Foi suspenso por 3 jogos por atingir Philippe_Senderos numa disputa pela bola em 23 de fevereiro de 2013. Jogou 39 vezes pelo time na temporada e o Stoke terminou em 13º no campeonato. Tony Pulis foi substituído por Mark Hughes. Jogava regularmente como titular na temporada 2013/14 até sofrer duas cirurgias nos joelhos e perder o resto da temporada.
Retornou na temporada 2014/15 nas partidas da Copa da Liga contra Portsmouth e Sunderland, entretanto, se lesionou nos treinamentos. Deixou o time em junho de 2015 após 188 partidas e 18 gols feitos.

### Leicester City
Em 2 de Fevereiro de 2015, Huth juntou-se aos Foxes na forma de empréstimo até o fim da temporada. Estreou 8 dias depois, jogando os 90 minutos na derrota fora de casa para o Arsenal por 2-1. Seu primeiro gol no clube aconteceu em 11 de Abril de 2015 com um gol de cabeça contra o West Bromwich Albions (seu gol permitiu a reação que levou o time a virar o placar para 3-2 fora de casa). A chegada de Huth foi importante na sequência de 7 vitórias nos últimos 9 jogos da temporada, salvando-se do rebaixamento. O técnico da época, Nigel_Pearson, admitiu que gostaria de confiar no alemão para a próxima temporada.
Sua transferência foi concretizada em 24 de Junho de 2015, assinando um contrato de 3 anos por 3 milhões de libras pagas ao Stoke City.
Contrariando as casas de apostas que punham as Raposas conquistando o título numa improbabilidade de 5000/1, o alemão Huth tornou-se o sétimo jogador a ser campeão da Premier League por 2 times diferentes.
Ajudou na conquista do título inglês inédito e épico pelo Leicester, ao marcar 2 gols na vitória contra o Manchester City no Etihad Stadium e o gol da vitória no confronto direto com o Tottenham em White Hart Line.
O Leicester sagrou-se campeão inglês mesmo sem entrar em campo. No dia 2 de Maio de 2016 em jogo válido pela rodada 36 entre Chelsea 2 x 2 Tottenham, ele torcia por um empate ou derrota dos visitantes. O Tottenham abriu o placar com Harry Kane, e depois aumentando o placar com sul coreano Son, resultado que adiaria a festa dos Foxes. No segundo tempo com a entrada de Hazard no lugar de Pedro, o Chelsea melhorou em campo e fez o primeiro gol com Gary Cahill e empatando com um golaço do próprio Hazard, resultado que deu o título inédito ao time do Leicester. Comemorou a façanha com seus companheiros de clube na casa de Jamie Vardy.
Em 29 de outubro de 2016, fez a falta em Vincent Janssen que gerou o pênalti no empate em 1-1 com o Tottenham Hotspur fora de casa, sendo esta a primeira vez que o comete desde janeiro de 2013. Reclamou numa entrevista em novembro que os árbitros davam pênaltis aos adversários equivocadamente na maioria das vezes, baseando-se na ''reputação'' do alemão para tomar tais decisões.

## Carreira pela seleção alemã
Desde jovem, já era convocado a jogar pela Nationalelf, no mundial sub-20 de 2003 e depois convidado à seleção principal em 16 de Agosto de 2004, quando jogou no amistoso contra a Austria em Viena, no Ernst-Happel-Stadion. Dois dias após, substituiu Andreas Hinkel em um amistoso no 86º minuto da partida.
Com Per Mertesacker, foi a escolha como zagueiro titular na Copa dos Confederações de 2005. Em 29 de Junho, marcou seu 1º gol contra o México na prorrogação, ganhando então a disputa pelo 3º lugar pelo placar de 4-3.
Seu 2º gol pela Alemanha foi na derrota em um amistoso por 4-1 para a Itália, cujo jogou ocorreu em Florença em Março de 2006. Durante a Copa do Mundo em casa, Huth perdeu lugar para Christoph Metzelder que foi escolhido para ser o parceiro de Mertesacker na zaga (muito em conta dos erros defensivos em amistosos e jogos preparatórios), jogou como titular apenas contra o Equador.
Jogou novamente pela Nationalelf em um amistoso contra a Suiça em 20 de Março de 2008, findando sua participação por ela com 19 jogos e 2 gols.

## Títulos

### Chelsea
- Premier League : 2004–05, 2005–06
- Premier League vice: 2003–04

### Stoke City
- FA Cup vice: 2010–11

### Leicester
- Premier League : 2015–16

### Alemanha
- Copa das Confederações 3° Lugar: 2005
- Copa do Mundo 3° Lugar: 2006

### Individual
- Stoke City Staff técnico jogador do ano: 2010
- Sir Stanley Matthews Potteries Futebolista do Ano: 2011
- Stoke City Futebolista do Ano: 2011
- Stoke City Futebolista do Ano para os jogadores: 2011